# Alecrim (Rio Grande do Sul)
Alecrim est une ville brésilienne de l'État du Rio Grande do Sul.